# Ziyu
Ziyu (chinois: 子舆; Hanyu pinyin: Hán Zǐyú), son nom ancestral est Jì (姬), son nom de clan est Hán (韩), son prénom est Yú (舆), et connu à titre posthume comme Ziyu de Han, était le quatrième chef de la Maison de Han. Il était le fils de Dingbo de Han. Ziyu a été remplacé par son fils Xianzi de Han.